# ウマイハナシ
『ウマイハナシ』は、2013年4月4日から2016年3月31日までフジテレビと関西テレビで放送されていたフジテレビ製作の情報番組・朗読番組である。日本中央競馬会の単独提供。全146回。

## 概要
毎回競馬にまつわる感動秘話やグルメ情報などを文学調にしてまとめた「ウマイハナシ」を、トリンドル玲奈が朗読していたミニ番組。ハイビジョン制作。字幕放送を実施。番組は基本的に毎週木曜 21:54 - 22:00 （日本標準時）に放送されていたが、別の時間帯での放送になることもあった。初回は23:24 - 23:30に、最終回は23:48 - 23:54に放送。
2014年6月27日（26日深夜）には特別編として、『別冊ウマイハナシ〜日本ダービー回想録〜』を放送した。この特番にはトリンドルのほか、おぎやはぎの小木博明と矢作兼、蛯名正義、橋口弘次郎、岡部幸雄、菱田裕二が出演。こちらはネット局ごとに放送時間が異なり、フジテレビでは1:15 - 2:15に、関西テレビでは68分遅れの2:23 - 3:27に放送された。